# Травелерс Рест (Јужна Каролина)
Травелерс Рест (енгл. Travelers Rest) град је у америчкој савезној држави Јужна Каролина.

## Демографија
По попису из 2010. године број становника је 4.576, што је 477 (11,6%) становника више него 2000. године.
| Група             | 2000.         | 2010.         |
| Белци             | 3.072 (74,9%) | 3.540 (77,4%) |
| Афроамериканци    | 750 (18,3%)   | 701 (15,3%)   |
| Азијати           | 50 (1,2%)     | 51 (1,1%)     |
| Хиспаноамериканци | 173 (4,2%)    | 206 (4,5%)    |
| Укупно            | 4.099         | 4.576         |